# چارلز وین
چارلز وین (انگلیسی: Charles Vane) متولد ۱۶۸۰ میلادی، یکی از مشهورترین دزدان دریایی انگلیسی در دوران طلایی دزدی دریایی است.

## زندگی
وین شکارچی کشتی‌های حمل و نقل انگلیسی و فرانسوی بود، اوج حرفهٔ دزدی و راهزنی دریایی او از تاریخ ۱۷۱۶ تا ۱۷۱۹ به طول انجامید، گل سر سبد ناوگان او یک کشتی دزدان دریایی به نام رنجر یا (ولگرد خانه به دوش) بود، آوازهٔ شهرت او از پایگاه جدید دزدان در باهاما و با نام جمهوری دزدان دریایی شکل گرفت، بعد از اینکه مستعمرات انگلیسی در جریان جنگ‌های جانشینی با اسپانیا به حال خود رها شده بود در سال ۱۷۲۱ بعد از یک فعالیت نسبتاً طولانی و خشونت‌آمیز در دزدی دریایی دستگیر شد، وین در دادگاه محکوم به حلق آویز با چوبهٔ دار گردید و نهایتاً در پورت رویال جامائیکا به سال ۲۹ مارس ۱۷۲۱ اعدام گردید